# Eric Hilgendorf
Eric Andreas Hilgendorf (3 de diciembre de 1960, Stuttgart) es un jurista y filósofo del derecho alemán. El Prof. Hilgendorf es catedrático en la Universidad de Wurzburgo (Alemania) en Derecho penal, Derecho procesal penal, Teoría del derecho, Derecho de la de información y Derecho informático. Actualmente es uno de los académicos más influyentes de Alemania en el ámbito del Derecho penal, con especial atención al Derecho de las tecnologías de la información y la regulación jurídica de la inteligencia artificial.

## Trayectoria científica y profesional
Terminó su bachillerato en Ansbach en 1980, posteriormente empezó a estudiar Filosofía, Historia moderna, Teología y Derecho en la Universidad de Tubinga. Finalizó sus estudios de Filosofía e Historia moderna con una tesis titulada: “Desarrollo histórico del derecho a la libertad de expresión en el parlamento alemán”. Finalizó su primer doctorado en filosofía en 1990 con una tesis doctoral sobre "La argumentación en la ciencia jurídica". En 1992 terminó su segundo doctorado, esta vez en derecho, sobre el tema: “La responsabilidad penal de los productores en la sociedad del riesgo”. En 1997 realizó su habilitación para llegar a ser catedrático de las materias Derecho penal, Derecho procesal Penal y Filosofía del derecho. Su escrito de habilitación se tituló: “Sobre la delimitación entre declaraciones sobre hechos y juicios de valor en el Derecho penal”.
Después de su habilitación en Tubinga, Hilgendorf fue invitado a la Universidad de Constanza para hacerse cargo de la cátedra de Derecho penal y ocupó ese cargo entre 1997 y 2001. El Prof. Hilgendorf es desde el 2001 catedrático de Derecho penal, Derecho procesal penal, Teoría del derecho, Derecho de la información y Derecho informático en la Universidad de Wurzburgo. De octubre de 2010 a septiembre de 2012 fue decano de la facultad de derecho de esa universidad.
Las áreas principales de investigación del Prof. Hilgendorf son la Medicina Legal en Alemania y Europa, el Derecho penal de la computación e Internet, la relación entre Derecho y tecnología y el Derecho comparado. Al mismo tiempo se dedica a la investigación de cuestiones jurídicas fundamentales de Filosofía del derecho, Teoría del derecho, Bioética, Historia del pensamiento jurídico, Historia del derecho penal y del concepto de dignidad humana. Hilgendorf es considerado uno de los pioneros en el campo del estudio por internet (E-Learning) en la ciencia jurídica; de 2005 a 2009 fue miembro de la comisión del programa para la Universidad Virtual de Baviera (VHB).
Hilgendorf es también miembro, entre otros, de la Comisión internacional de juristas, de la Sociedad alemana de profesores de derecho penal, de la Sociedad de filosofía analítica y corresponsal de la Sociedad Hans Kelsen en Viena, así como Miembro del directorio científico de la sociedad Giordano Bruno. El parlamento alemán ha consultado muchas veces al Prof. Hilgendorf con cuestiones relacionadas con el Derecho penal, la Medicina legal y la criminalidad en Internet. Desde 2014, Hilgendorf es coeditor de la reconocida revista JuristenZeitung y desde 2020, es miembro del directorio del Hans-Albert-Institut.
Junto con Jan Joerden (Frankfurt/Oder) y Felix Thiele (Bad Neuenahr/Ahrweiler) el Prof. Hilgendorf dirigió un grupo de investigadores internacionales en el Centro de trabajo conjunto interdisciplinario (ZiF) en Bielefeld. 
Desde 2008, el Prof. Hilgendorf es portavoz oficial del Centro para la investigación de fundamentos jurídicos en Wurzburgo. También fundó ese año el proyecto de la Universidad de Wurzburgo "Sistemas globales y competencia intercultural" (GSIK) en cooperación con otros departamentos y fue el portavoz del proyecto desde 2008 hasta 2014. Este proyecto educativo integra a todos los estudiantes de la Universidad de Wurzburgo, sin importar la carrera, con el objetivo de sensibilizarlos y desarrollar en ellos una de las habilidades más importantes de nuestro tiempo, la “competencia intercultural”: la relación con otras culturas por medio de la búsqueda de puntos de posibles conflictos, de su análisis y, en el mejor de los casos, también de su solución. En estrecha relación con esto hay numerosos proyectos de Derecho comparado y Derecho internacional.
Hilgendorf está muy involucrado en el desarrollo de proyectos jurídicos en conjunto con Turquía, Asia Central (Azerbaiyán, Mongolia y otros países) y partes del Este de Asia como China, Corea y Japón. En 2013, el Prof. Hilgendorf fue nombrado profesor visitante en la Facultad de Derecho de la Universidad de Pekín, donde también se le otorgó el título de Profesor honorario. En 2014, fue profesor visitante en la Universidad Hebrea de Jerusalén. También mantiene contactos muy estrechos con colegas de Latinoamérica y Estados Unidos, estos últimos especialmente en relación con el Derecho de la digitalización.
En 2010, conjuntamente con Genlin Liang de la Universidad de Pekín, fundó la Asociación chino-alemana de profesores de Derecho penal (CDSV). Su meta es fomentar el intercambio académico entre ambos países. La asociación es ahora una de las instituciones más reconocidas para la cooperación jurídica entre Alemania y China. También 2010 fundó la "Forschungsstelle Robotrecht", un centro de investigación que aborda las cuestiones jurídicos relacionadas con sistemas autónomos en los procesos industriales, el transporte y la vida privada. En cuanto a los automóviles autónomos, se trata de cuestiones de responsabilidad civil y penal, de la protección de la privacidad y la registración para el tráfico en vías públicas. 
En agosto de 2011, Hilgendorf fue invitado a México para brindar distintas conferencias sobre los temas de Derecho penal de Internet, Desarrollo jurídico conjunto a nivel internacional y Migración y derecho. Las conferencias fueron realizadas en instituciones como el Instituto Tecnológico de Monterrey campus San Luis Potosí, el Instituto de investigaciones jurídicas de la UNAM y el instituto nacional de ciencias penales (INACIPE). Posteriormente brindó una serie de conferencias en Argentina durante los años 2014, 2017 y 2019, en la Universidad de Buenos Aires, en la Universidad Torcuato Di Tella y en la Universidad del Salvador.
Desde 2013 se desempeña como jefe del Grupo paneuropeo de investigación legal de AdaptIVe, un proyecto de investigación financiado por la UE sobre el desarrollo de vehículos autónomos. Desde 2014, Hilgendorf participa en la "Mesa Redonda" del Ministerio Federal de Transportes de Alemania sobre la conducción automatizada. En 2016 fue nombrado miembro de la Comisión de Ética para la Conducción Automatizada.
Hilgendorf es también el presidente de la asociación de exalumnos de la facultad de derecho de la Universidad de Wurzburgo (Juristen ALUMNI Würzburg).
Fue miembro fundador del Consejo asesor del Instituto de Derecho de las cosmovisiones (ifw) en febrero de 2017, que aboga por una política jurídica secular.
Desde junio de 2018, Hilgendorf es miembro del recién creado "Grupo de Expertos de Alto Nivel sobre Inteligencia Artificial" de la UE.
En 2019 creó, junto al Prof. Luis Emilio Rojas, una Asociación de institutos de derecho penal entre la Universidad de Wurzburgo y la Universidad Alberto Hurtado de Chile. En el marco de esta Asociación se celebró entre los días 28 y 30 de julio de 2022 en la Universidad de Wurzburgo el congreso "Ciencia del Derecho penal en Alemania, Latinoamérica y España". Este se dividió en tres partes: un workshop sobre los conceptos de verdad y corrección en el derecho penal, la ceremonia de entrega del Libro Homenaje al Prof. Dr. Dr. h.c. Marcelo Sancinetti (dirigido también por Hilgendorf, junto Marcelo Lerman y Fernando Córdoba) y un seminario sobre la obra del Prof. Dr. Dr. h.c. Jesús Silva Sánchez. Este evento fue considerado como uno de los más importantes para la historia del Derecho penal de habla hispana.

## Publicaciones
Hilgendorf ha publicado en español las siguientes contribuciones:
- "Relación de causalidad e imputación objetiva a través del ejemplo de la responsabilidad penal por el producto", en ADPCP VOL. LV. 2002, pp. 92-108 (trad. María Martín Lorenzo e Íñigo Ortiz de Urbina Gimeno).
- "Responsabilidad penal por peligros provenientes de productos", en Revista de Derecho Penal y Procesal Penal, 2016-7, pp. 1319-1333 (trad. Marcelo Sancinetti).
- Derecho Penal. Parte General, 2.ª ed., Buenos Aires, Ad-Hoc, 2017 (trad. Leandro Dias y Marcelo Sancinetti).

- Introducción al Derecho penal de la medicina, 2.ª ed., Buenos Aires, Ad-Hoc, 2020 (trad. Julia Cerdeiro y Marcelo Sancinetti).
- "El concepto de verdad en el derecho penal mediante el ejemplo de las teorías de la declaración jurídico-penal", en En Letra: Derecho Penal, n.º 10, 2020, pp. 218-231 (trad. Marcelo Sancinetti).
- "Recomendaciones de triaje en la crisis del Coronavirus", en En Letra: Derecho Penal, n.º 10, 2020, pp. 22-25 (trad. María Lucila Tuñón Corti).
- Ayuda a morir y dignidad humana, Buenos Aires, Editores del Sur, 2022 (dirección: Marcelo Lerman y María Lucila Tuñón Corti).
- "El triaje en el contexto de las decisiones de vida contra vida", en In Dret: Penal, 3.2022, pp. 364.370 (trad. Leandro Dias).
- Derecho Penal. Parte Especial I. Delitos contra la persona y contra bienes jurídicos supraindividuales,  Buenos Aires, Ad-Hoc, 2022 (trad. Leandro Dias y Marcelo Sancinetti).
- Casos de Derecho Penal. Tomo I. Casos de examen para principiantes, 4.ª ed., Buenos Aires, Editores del Sur, 2022 (trad. Leandro Dias y Lucila Tuñon).